# 19 포르투나
19 포르투나(19 Fortuna)는 소행성대의 소행성 중 하나이다. 포르투나는 그 구성물이 세레스와 비슷한 우주 풍화를 겪은 물질로 구성되어 있다.
포르투나의 지름은 225 km 이고, 알베도는 0.028~0.037로 측정되었다.
1993년, 허블 우주 망원경이 포르투나를 관측했다. 그 결과 겉보기 각지름이 0.2각초이고 그 모양은 거의 구형임을 알아냈다. 포르투나의 위성도 탐색을 했지만 실패했다.
포르투나는 1852년 8월 22일, 하인드가 발견했다. 포르투나라는 이름은 로마의 행운의 여신의 이름을 따왔다.
포르투나의 질량은 135 헤르타의 요동과 베어의 계산으로 1.08 × 1019 kg로 계산했다.
후에 베어가 1.27 × 1019 kg라고 재계산했다.